# Стецюренко Євген Павлович
Євген Павлович Стецюренко (англ. Eugene Steciurenko; 6 січня 1926, Тернопіль — 10 лютого 2003, Нова Зеландія) — письменник, автор підручників, голова української громади Нової Зеландії.
Абітурієнт Першої Державної Гімназії у Львові.
Освіта: MA (Russia, ВА, Sociology) Університет Кентербері (Нова Зеландія). Учитель укр., рос. та німецької мов.
Комендант українських таборів у Вісбадені та Майнц-Кастелі (Німеччина), обласний провідник ОУН (1946—1967).
Приїхав до Нової Зеландії 22.7.1949. Голова Української Громади в Новій Зеландії (1950—1960).

## Родина
Одружений. Діти: Збишко, Ярослав, Богдан, Таня, Павло.

## Твори
- «The Twilight…»
- «Flight from Jerusalem»
- «Всьому свій час»
- «Ukrainian Language»
- «Англійська мова»
- «Step by Step Russian».